# Raoudha Rebai
Raoudha Rebai, née en 1983, est une nageuse tunisienne.

## Carrière
Raoudha Rebai est médaillée de bronze du relais 4 x 200 m nage libre aux championnats d'Afrique 2004 à Casablanca.